# Episodi di Degrassi: The Next Generation (tredicesima stagione)
La tredicesima stagione della serie televisiva Degrassi: The Next Generation è stata trasmessa in anteprima in Canada dalla MTV Canada tra l'11 luglio 2013 e il 29 luglio 2014.
| nº | Titolo originale             | Titolo italiano | Prima TV Canada  | Prima TV Italia |
| -- | ---------------------------- | --------------- | ---------------- | --------------- |
| 1  | Summertime (Part 1)          | inedito         | 11 luglio 2013   | inedito         |
| 2  | Summertime (Part 2)          | inedito         | 11 luglio 2013   | inedito         |
| 3  | All I Wanna Do               | inedito         | 18 luglio 2013   | inedito         |
| 4  | My Own Worst Enemy           | inedito         | 25 luglio 2013   | inedito         |
| 5  | About a Girl                 | inedito         | 1º agosto 2013   | inedito         |
| 6  | Cannonball                   | inedito         | 8 agosto 2013    | inedito         |
| 7  | Honey                        | inedito         | 15 agosto 2013   | inedito         |
| 8  | Young Forever                | inedito         | 22 agosto 2013   | inedito         |
| 9  | This Is How We Do It         | inedito         | 3 ottobre 2013   | inedito         |
| 10 | You Got Me                   | inedito         | 10 ottobre 2013  | inedito         |
| 11 | You Oughta Know              | inedito         | 17 ottobre 2013  | inedito         |
| 12 | Everything You've Done Wrong | inedito         | 24 ottobre 2013  | inedito         |
| 13 | Who Do You Think You Are     | inedito         | 31 ottobre 2013  | inedito         |
| 14 | Barely Breathing             | inedito         | 7 novembre 2013  | inedito         |
| 15 | Black or White               | inedito         | 14 novembre 2013 | inedito         |
| 16 | Spiderwebs                   | inedito         | 21 novembre 2013 | inedito         |
| 17 | The World I Know             | inedito         | 28 gennaio 2014  | inedito         |
| 18 | Better Man                   | inedito         | 4 febbraio 2014  | inedito         |
| 19 | Dig Me Out                   | inedito         | 11 febbraio 2014 | inedito         |
| 20 | Power to the People          | inedito         | 18 febbraio 2014 | inedito         |
| 21 | No Surprises                 | inedito         | 25 febbraio 2014 | inedito         |
| 22 | Basket Case                  | inedito         | 4 marzo 2014     | inedito         |
| 23 | Unbelievable (Part 1)        | inedito         | 11 marzo 2014    | inedito         |
| 24 | Unbelievable (Part 2)        | inedito         | 11 marzo 2014    | inedito         |
| 25 | What It's Like               | inedito         | 18 marzo 2014    | inedito         |
| 26 | Close to Me                  | inedito         | 25 marzo 2014    | inedito         |
| 27 | Army of Me                   | inedito         | 1º aprile 2014   | inedito         |
| 28 | Everything Is Everything     | inedito         | 8 aprile 2014    | inedito         |
| 29 | Sparks Will Fly (Part 1)     | inedito         | 15 aprile 2014   | inedito         |
| 30 | Sparks Will Fly (Part 2)     | inedito         | 22 aprile 2014   | inedito         |
| 31 | You Are Not Alone            | inedito         | 3 giugno 2014    | inedito         |
| 32 | Enjoy the Silence            | inedito         | 10 giugno 2014   | inedito         |
| 33 | How Bizarre                  | inedito         | 17 giugno 2014   | inedito         |
| 34 | My Hero                      | inedito         | 24 giugno 2014   | inedito         |
| 35 | Hypnotize                    | inedito         | 1º luglio 2014   | inedito         |
| 36 | Out of My Head               | inedito         | 8 luglio 2014    | inedito         |
| 37 | Believe (Part 1)             | inedito         | 15 luglio 2014   | inedito         |
| 38 | Believe (Part 2)             | inedito         | 22 luglio 2014   | inedito         |
| 39 | Thunderstruck (Part 1)       | inedito         | 29 luglio 2014   | inedito         |
| 40 | Thunderstruck (Part 2)       | inedito         | 29 luglio 2014   | inedito         |